# Came Here to Forget
«Came Here to Forget» — первый сингл американского кантри-певца Блейка Шелтона с его десятого студийного альбома If I’m Honest. Сингл был выпущен 8 марта 2016 года. Авторами песни стали Крейг Уайзман и Дерик Руттан, спродюсировал трек Скотт Хендрикс, работающий с Блейком Шелтоном в течение длительного времени.

## Информация о песне
Премьера видеоклипа, снятого Треем Фэнджоем, состоялась в марте 2016 года. Песня завоевала высокие позиции в хит-парадах США и Канады. Сингл дебютировал сразу же на первой строчке чарта Country Digital Song (4-й его лидер этого хит-парада), за первую неделю после выхода в свет было продано около 53 тысяч его копий. К маю 2016 года общий тираж сингла составил 288,000 копий в США. Также он вошёл в хит-парады Country Airplay (заняв в нём первое место в 17-й раз подряд и 22-й раз в сумме в карьере певца) и Hot Country Songs. В рецензии от издания Taste of Country отмечено экспрессивное исполнение песни и прогрессивный стиль.

## Позиции в чартах
| Чарт (2016)                         | Наивысшая позиция |
| ----------------------------------- | ----------------- |
| Канада (Billboard Canadian Hot 100) | 56                |
| Канада (Billboard Country)          | 1                 |
| США (Billboard Hot 100)             | 36                |
| США (Billboard Country Airplay)     | 1                 |
| США (Billboard Hot Country Songs)   | 2                 |

## Сертификации
| Регион | Сертификация | Продажи |
| --- | ------------ | ------- |
| США (RIAA) | Золотой      | 500 000 |
| * Данные о продажах приведены только на основе сертификации. · ^ Данные о тиражах приведены только на основе сертификации. · Данные о продажах + прослушиваниях приведены только на основе сертификации. |              |         |